# مطفر

الرمز الدولي للمواد الكيميائية التي تسبب الحساسية أو مطفرة أو مسرطنة أو سميّة التكاثر.

في علم الوراثة، المُطَفـِّر هو عامل كيميائي أو فيزيائي يسبب تغير البنية الجينية، عادةً في المادة الوراثية (DNA) الخاص بالكائنات الحية، مما يزيد من تكرار الطفرات بشكل يفوق الحد الطبيعي. وحيث أن العديد من الطفرات بإمكانها أن تسبب السرطان، تعتبر المطفرات أيضاً من المسرطنات. لا تحدث جميع الطفرات بسبب المطفرات؛ المدعوة بـ «الطفرات العفوية» تظهر بسبب الحلمهة العفوية والأخطاء في تنسخ دي أن إيه وإصلاح وإعادة التركيب الجيني.

## اقرأ أيضا
- قاعدة نووية (كيمياء)
- شيفرة جينية